# Kirjat Je’arim
Kirjat Je’arim (hebr. קרית יערים; arab. قرية يعاريم; pol. Miasto Lasów) – samorząd lokalny położony w Dystrykcie Jerozolimy, w Izraelu.

## Położenie
Leży w górach Judzkich w odległości około 10 km na zachód od Jerozolimy, w otoczeniu miasteczka Abu Ghausz, wioski Kefar ha-No’ar Kirjat Je’arim oraz moszawów Jad ha-Szemona, Newe Ilan i Szo’ewa.

## Historia
Miasto Kirjat Je’arim jest wspomniane w Biblii jako miasto Gibeonitów, które zdobyli Izraelici podczas podboju Kanaanu. Weszło on w skład ziem przyznanych plemieniu Judy i jest najlepiej znane z domu Abinadaba, w którym przechowywano Arkę Przymierza. Po upływie 20 lat król Dawid przeniósł Arkę do Jerozolimy.
Wykopaliska archeologiczne odkryły w tym rejonie ruiny kamiennego pieca z okresu panowania Bizancjum. Nie odnaleziono żadnych dodatkowych przedmiotów, które mogłyby okazać się pomocnymi w datowaniu.
Współczesna osada została założona w 1975 roku przez grupę chasydów Telez Hasidic ze Stanów Zjednoczonych. Pierwotnie nazywała się Telez-Stone (pol. Kamień Stone’a) na cześć amerykańskiego filantropa Irvinga Stone’a, który ofiarował pieniądze na założenie tej osady. W 1992 roku otrzymała ona status samorządu lokalnego.

## Demografia
Zgodnie z danymi Izraelskiego Centrum Danych Statystycznych w 2008 roku w mieście żyło 3,3 tys. mieszkańców.
Populacja miasta pod względem wieku:
| Wiek (w latach) | Procent populacji w % |
| --------------- | --------------------- |
| 0-4             | 14,2%                 |
| 5-9             | 14,2%                 |
| 10-14           | 13,5%                 |
| 15-19           | 11,9%                 |
| 20-29           | 15,7%                 |
| 30-44           | 14,9%                 |
| 45-59           | 11,4%                 |
| ponad 60        | 4,3%                  |

Źródło danych: Central Bureau of Statistics.

## Edukacja
W miejscowości znajdują się jesziwy Balaz Yeshiva, Keter David Yeshiva, Meor Eliyahu Yeshiva i Neve Tsiyon Yeshiva.

## Komunikacja
Przy miejscowości przebiega droga nr 425, którą jadąc na południowy zachód dojeżdża się do węzła drogowego z autostradą nr 1, natomiast jadąc na północny wschód dojeżdża się do miasteczka Abu Ghausz.